# Anna Stec
Anna Agnieszka Stec FHEA é Professora em Química dos Incêndios e Toxicologia na Universidade de Lancashire Central. Seus interesses incluem a avaliação de riscos de tóxicos e irritáveis em incêndios e os fatores impactantes da toxicidade de lareiras.

## Educação
Stec obteve um MSC (Eng) da Universidade de Tecnologia de Varsóvia e um PhD (Química de Incêndios e Toxicidade) da Universidade de Bolton. O título de sua tese foi "Toxicidade do fogo e sua mensuração".

## Organismos Profissionais
- Bolsista do Instituto dos Engenheiros de Incêndio(FIFireE)
- Membro da Sociedade Real da Química (FRSC)
- Bolsista da Academia de Ensino Superior (FHEA)
- Chartered Scientist (CSci) do Conselho de Ciência
- Membro da Associação Internacional para a Ciência da Segurança contra Incêndios[1]

## Pesquisa
Em 2012, ela liderou uma pesquisa apresentada em um simpósio da Sociedade de Química Americana sobre o  "Fogo e polímeros", a qual demonstrou que os retardantes de chamas à base de halogênio utilizados em muitos produtos domésticos e outros artigos de consumo podem aumentar a produção dos gases de Monóxido de Carbono e de Cianeto de Hidrogênio, que são as principais causas de mortes por incêndio. "Descobrimos que os retardantes de chama têm o efeito indesejável de aumentar as quantidades de monóxido de carbono e cianeto de hidrogênio liberados durante a combustão", disse ela.
Em 2013, ela realizou um experimento com os efeitos de um incêndio em uma casa britânica (estilo de 1950), constatando que os gases tóxicos acabavam por ser predominantes em quartos fechados e em cômodos com as portas abertas: isso afetou os tempos da fuga de emergência. Seu trabalho em 2018 mostrou que os bombeiros possuíam uma probabilidade 3 vezes maior de contrair câncer, devido a entrada de carcinógenos pela pele. Os métodos empregados na lavagem dos seus equipamentos de proteção levavam os carcinógenos às fibras, tornando-as carcinogênicas.

## Inquérito da Torre Grenfell
Setenta e uma pessoas morreram no Incêndio na torre de Grenfell. Stec alertara sobre a natureza tóxica do revestimento de plástico em um artigo acadêmico.

No dia 8 de fevereiro de 2018, Stec informou à Saúde Pública da Inglaterra sobre a necessidade uma análise mais aprofundada do solo e da poeira dentro da torre e de outros edifícios evacuados antes que os residentes retornassem. A então denominada “tosse de Grenfell” relatada por sobreviventes é uma indicativa dos níveis elevados de contaminantes atmosféricos, tais como os hidrocarbonetos aromáticos policíclicos (PAH), os quais são potencialmente carcerígenos.
Os primeiros resultados indicam altos níveis de PAH no solo circundante e a maior ameaça aos sobreviventes seria a absorção de material tóxico através da pele e não da inalação de fumaça. A fuligem preta do incêndio tinha uma alta probabilidade de estar contaminada com o amianto da torre. Haveria um grande potencial de contaminação em uma escala de até uma milha ao redor da torre, com prováveis implicações de longo prazo na saúde.
Em setembro de 2018, Stec foi nomeada perita para o Inquérito da Torre Grenfell.